# Esther Hoffe
Ilse Esther Hoffe, född 8 maj 1906, död 2 september 2007, var Max Brods sekreterare. När Brod avled 1968 övertog hon en stor mängd material som tidigare hade tillhört Brods vän Franz Kafka. En del av dessa såldes, men det mesta överlämnades kontroversiellt till hennes två döttrar efter hennes egen död.
Materialet (dokument, vykort, teckningar och personliga föremål som tidigare tillhörde författaren Franz Kafka) förvarades under 40 år i Hoffes lägenhet i Tel Aviv. Trots upprepade påstötningar från myndigheter i Tel Aviv vägrade Hoffe att lämna ut dokumenten. Man bedömde att det fanns en risk att luftfuktigheten i staden samt att de hundar och katter Hoffe huserade i lägenheten kunde förstöra materialet. Forskare tror att materialet kan innehålla information om Kafkas liv och arbete.

## Biografi
Hoffe och hennes man Otto träffade Max Brod i Israel strax efter att hans flykt från Prag före den nazistiska invasionen av Andra tjeckoslovakiska republiken i mars 1939. Efter Brods hustrus död 1942 kom han mycket nära Esther Hoffe. De tre tog semester tillsammans och Esther blev Brods sekreterare, med kontor i hans lägenhet. Förhållandet har beskrivits av många som kände dem som "ménage à trois", även om romantiska kopplingar aldrig erkändes offentligt. Esthers dotter Eva vidhöll under hela sitt liv att det inte fanns något sådant förhållande.
Esther var Brods sekreterare när hans hälsa försämrades, och efter hans död 1968 övergick förvaltningen av hans Kafka-material och hans egna manuskript till henne. På grund av olika tolkningar av Brods slutgiltiga önskemål är det inte klart om hon var förmånstagare som fick äganderätten till manuskripten, eller om hon var exekutor som var ansvarig för att så småningom uppfylla Brods önskan att överlämna manuskripten till Israels nationalbibliotek. Esthers rättigheters oklara karaktär hindrade henne inte från att sälja några av Kafkas manuskript. 1974 såldes cirka 22 brev och 10 vykort som Kafka skickat till Brod i en privat försäljning, förmodligen av Hoffe, till köpare i Tyskland. Året därpå arresterades hon på Ben Gurions internationella flygplats, misstänkt för att hon hade försökt ta bort originalmanuskript utan att först lämna in fotokopior till det nationella arkivet, enligt lag. Vid sökning hittades fotokopior av Kafkas brev och en originaldagbok av Brod i hennes bagage. 1988 auktionerade hon ut minst ett föremål till från Kafka-manuskripten: ett originalmanuskript av Processen, som inbringade cirka 2 miljoner dollar.
Hoffe höll ett stadigt tag om de kvarvarande manuskripten under de 40 åren mellan Brods död och hennes egen. De inventerades av en officiell arkivarie i efterdyningarna av hennes gripande, men denna inventering tros ha varit mycket ofullständig, särskilt som många av manuskripten fanns utanför landet i schweiziska bankfack. En filolog vid namn Bernhard Echte arbetade med Hoffe på 1980-talet och kan ha åstadkommit den mest kompletta inventeringen, men kopior från detta är svåra att få tag på. Efter Hoffes död 2007, i Tel Aviv, gick manuskripten och uppskattningsvis 1 miljon dollar i kontanter till hennes döttrar, Eva och Ruth. Ruth Weisler dog 2012. Eva, som bodde hos sin mamma i 40 år och hade kontroll över manuskripten tills de gavs till Israels nationalbibliotek 2016, dog 4 augusti 2018.